# Pimpinella brachycarpa
Pimpinella brachycarpa eller chamnamul är en flockblommig växtart som först beskrevs av Vladimir Leontjevitj Komarov, och fick sitt nu gällande namn av Takenoshin Nakai. Pimpinella brachycarpa ingår i släktet bockrötter, och familjen flockblommiga växter. Utöver nominatformen finns också underarten P. b. hallaisanensis.